# Mikel González
Mikel González de Martín Martínez (* 24. září 1985, Mondragón, Baskické autonomní společenství, Španělsko) je španělský fotbalový obránce baskického původu, hráč klubu Real Sociedad. Hraje na postu stopera (středního obránce).

## Klubová kariéra
V A-týmu Realu Sociedad debutoval 17. září 2005 proti klubu RCD Mallorca (porážka 2:5).